# Lijst van spelers van Udinese Calcio
Deze lijst bevat voetballers die bij de Italiaanse voetbalclub Udinese Calcio spelen of gespeeld hebben. De namen zijn alfabetisch gerangschikt.

## A
- Beniamino Abate
- Almen Abdi
- Antonio Acerbis
- Dariusz Adamczuk
- Abel Aguilar
- Emmanuel Agyemang
- Alberto
- Alemão
- Alex Geijo
- Sergio Almirón
- Raffaele Ametrano
- Márcio Amoroso
- Kurt Andersson
- Gabrielle Angella
- Stephen Appiah
- Pablo Armero
- Kwadwo Asamoah
- Hidde ter Avest

## B
- Jonathan Bachini
- Abel Balbo
- Gerónimo Barbadillo
- Marco Baroni
- Roberto Baronio
- Barreto
- Piero Basili
- Anthony Basso
- Dusan Basta
- Cristian Battocchio
- Maurizio Bedin
- Emanuele Belardi
- Steve Beleck
- Manuel Belleri
- Mehdi Benatia
- Patrick Beneforti
- Jo Inge Berget
- Ergün Berisha
- Daniel Bertoni
- Valerio Bertotto
- Lorenzo Bettini
- Giovanni Bia
- Oberdan Biagioni
- Oliver Bierhoff
- Mido Bimbi
- Morten Bisgaard
- Paweł Bochniewicz
- Adriano Bonaiuti
- Franco Bonora
- Stefano Borgonovo
- Marco Branca
- Marco Brandolin
- Per Bredesen
- Igor Bubnjić
- Viktor Budyanskiy
- Ivan Buonocunto
- Tarcisio Burgnich
- Enrico Burlando

## C
- Samuel Caballero
- Alessandro Calori
- Vincent Candela
- Antonio Candreva
- Massimiliano Cappioli
- Andrea Carnevale
- Paolo Carosi
- Leandro Caruso
- Gianfranco Casarsa
- Fabrizio Casazza
- Lucas Castromán
- Franco Causio
- Ricardo Chará
- Vicenzo Chiarenza
- Antonio Chimenti
- Gianfranco Cinello
- Giordano Cinquetti
- Andrea Coda
- Fulvio Collovati
- Angelo Colombo
- Riccardo Colombo
- Luigi Corino
- Bernardo Corradi
- Giuseppe Corti
- Cribari
- Nicolás Crovetto
- Juan Cuadrado
- Fabio Cudicini
- Angelo Cupini
- Piotr Czachowski

## D
- Gaetano D'Agostino
- Filippo Dal Moro
- Ferdinando Dal Pont
- Luigi de Agostini
- Raffaele De Martino
- Morgan De Sanctis
- Defendi
- Francesco Dell'Anno
- Luigi Delneri
- Marco Delvecchio
- Germán Denis
- Stefano Desideri
- José Devaca
- David Di Michele
- Antonio Di Natale
- Christian Díaz
- Igor Djuric
- Walter d'Odorico
- Arrigo Dolso
- Loris Dominissini
- Maurizio Domizzi
- Andrea Dossena
- Giuseppe Dossena
- Thierry Doubai

## E
- Edinho
- Joel Ekstrand
- Hazem Emam
- Mauro Esposito
- Adelmo Eufemi

## F
- Fábio César
- Giuseppe Farina
- Dino Fava
- Felipe
- Damiano Ferronetti
- Stefano Fiore
- Aldo Firicano
- Antonio Floro Flores
- Alfredo Foni
- Alberto Fontanesi
- Davide Fontolan
- Fernando Forestieri
- Giorgio Frezzolini
- Amleto Frignani
- Annibale Frossi

## G
- Allan Gaarde
- Al-Saadi Gaddafi
- Maurizio Gaiardi
- Ricardo Gallego
- Carlo Galli
- Gianfranco Garbuglia
- Livio Gardiman
- Claudio Garella
- Mohammed Gargo
- Diego Gavilán
- Giuseppe Gemiti
- Régis Génaux
- Federico Gerardi
- Manuel Gerolin
- Massimo Giacomini
- Giuliano Giannichedda
- Guiliano Giuliani
- Denis Godeas
- Henok Goitom
- Massimo Gotti
- Francesco Graziani
- Attilio Gregori
- Axel Guessand
- Gustavo
- Elio Gustinetti
- Julio Gutiérrez
- Asamoah Gyan

## H
- Samir Handanovič
- Thomas Helveg
- Jarkko Hurme

## I
- Vincenzo Iaquinta
- Odion Ighalo
- Gökhan Inler
- Giovanni Invernizzi
- Mauricio Isla

## J
- Carsten Jancker
- Marek Jankulovski
- Roman Jerjomenko
- Martin Jørgensen
- Juarez

## K
- Ivan Kelava
- Ritchie Kitoko
- Giovanni Koetting
- Jan Koprivec
- Marek Koźmiński
- Per Krøldrup

## L
- Andreas Landgren
- Federico Laurito
- Andrea Lazzari
- Flavio Lazzari
- Michele Lestani
- David Limberský
- Bengt Lindskog
- Tomas Locatelli
- Francesco Lodi
- Javier Lopez d'Asero
- Eli Louhenapessy
- Luis Helguera
- Aleksandar Luković

## M
- Augusto Magli
- Feliciano Magro
- Andrea Mandorlini
- Sergio Manente
- Thomas Manfredini
- Antonio Manicone
- Sergio Marcon
- Marcos Paulo
- Massimo Margiotta
- Pablo Marí
- Amos Mariani
- Francesco Marino
- Lorenzo Marronaro
- Gonzalo Martínez
- Salvatore Masiello
- Salvatore Matrecano
- Sakari Mattila
- Stefano Mauri
- Massimo Mauro
- Enzo Menegotti
- Mario Mereghetti
- Giandomenico Mesto
- Luigi Milan
- Giuseppe Minaudo
- Frano Mlinar
- Antonio Montico
- José Montiel
- Moreno
- Alessandro Moro
- Silvano Moro
- Piermario Morosini (overleden op 14-4-2012 nadat hij tijdens een wedstrijd in elkaar zakte)
- Marco Motta
- Sulley Muntari
- Luís Muriel
- Marco Murriero
- Zlatan Muslimović
- Roberto Muzzi

## N
- Dimitris Nalitzis
- Marco Nappi
- Cesare Natali
- Mauro Navas
- Alain Nef
- Herbert Neumann
- Siyabonga Nomvethe

## O
- Chris Obodo
- Emidio Oddi
- Fabián Orellana
- Alessandro Orlando
- Angelo Orlando
- Alberto Orzan
- Alessandro Osso
- Carlo Osti

## P
- Antonio Paganin
- Franco Pancheri
- Gabriele Paoletti
- Michele Paolucci
- Winston Parks
- Giovanni Pasquale
- Carlos Pavon
- Michele Pazienza
- Stefano Pellegrini
- Luis Pentrelli
- Simone Pepe
- Roberto Pereyra
- Stipe Perica
- Armando Perna
- Fabio Petruzzi
- Mirko Pieri
- Alessandro Pierini
- Dario Pighin
- Umberto Pinardi
- Mauricio Pineda
- Dimitri Pinti
- Giampiero Pinzi
- David Pizarro
- Fausto Pizzi
- Paolo Poggi
- Emanuele Politti
- Paolino Pulici
- Vittorio Pusceddu

## Q
- Fabio Quagliarella

## R
- Adil Ramzi
- Olivier Renard
- Ubaldo Righetti
- Michele Rinaldi
- Roberto Ripa
- Jaime Romero
- Rafael Romo
- Fausto Rossini
- Stefano Rossini
- Fabio Rossitto
- Orlando Rozzoni

## S
- Luigi Sala
- Paolo Sammarco
- Alexis Sánchez
- Sanda Sanda
- Renzo Sassi
- Alessio Scarchilli
- Thiago Schumacher
- Carlo Sciarrone
- Armando Segato
- Arne Selmosson
- Franco Selvaggi
- Vivaldo Semedo
- Roberto Sensini
- Primo Sentimenti
- Plinio Serena
- Raffaele Sergio
- Igor Shalimov
- Alejandro da Silva
- Siqueira
- Mahamadou Sissoko
- Tomáš Sivok
- Giorgio Skoglund
- Paddy Sloan
- Roberto Sosa
- Andrea Sottil
- Erling Sørensen
- Aldo Spivach
- Squarsone
- Francesco Statuto
- Adone Stellin
- Massimo Storgato
- Giovanni Stroppa
- Ivo Šurjak
- Juan Surraco
- Massimo Susic

## T
- Thomas Thorninger
- Christian Tiboni
- Fernando Tissone
- Delio Toledo
- Robson Toledo
- Luigi Turci

## V
- Claudio Vagheggi
- Rodolfo Vanoli
- Claudio Vargas
- Henri van der Vegt
- José Vidigal
- Pietro Virdis
- Giuseppe Virgili
- Jani Virtanen
- Nikola Vujadinović
- Matěj Vydra

## W
- Johan Walem
- Harald Wapenaar
- Warley

## Z
- Marco Zamboni
- Marco Zanchi
- Giorgio Zanutta
- Cristián Zapata
- Tomáš Zápotočný
- Damiano Zenoni
- Zico
- Niki Zimling
- Dino Zoff